# Associazione stampa estera in Italia
L'Associazione stampa estera in Italia è un'associazione fondata nel 1912 che offre servizi ed assistenza ai corrispondenti dei giornali stranieri in Italia; al 2018 aveva rilasciato 5.289 tessere e al 2018 raccoglieva 426 soci. Dal 1960 l'associazione organizza il Globo d'oro, premio cinematografico italiano assegnato con cadenza annuale dai giornalisti della stampa estera.

## Storia
Nata il 17 febbraio 1912 alle 9:30 del mattino al Gran Caffè Faraglia, birreria-gelateria che si affacciava su piazza Venezia a Roma; un gruppo di 14 giornalisti, di 6 paesi esteri, fonda l'associazione.  Il 26 e 27 febbraio si concretizzò con 27 corrispondenti di quotidiani che comprendevano Le Petit Parisien, Echo de Paris, New York World, Russkiye Vedomosti, Kievskaya mysl, Daily Express e United Press of America.
Il primo presidente fu Léon Boudouresque, corrispondente de Le Petit Parisien e già nel 1925 venne aperta la sede distaccata a Milano.
Il 3 marzo 1912, il ministro degli Esteri, Antonino di San Giuliano ricevette in visita ufficiale il presidente Boudouresque manifestando "il suo interessamento per il lavoro professionale dei corrispondenti esteri in Roma" e dicendosi convinto dell'utilità della nuova Associazione.
Nel maggio del 2001, dopo molti anni in via della Mercede nel rione Trevi, l'Associazione si trasferì nella sua attuale sede in Via dell'Umiltà 83/c, in una struttura messa a disposizione dalla Presidenza del Consiglio dei Ministri e inaugurata dall'allora presidente della Camera dei deputati, Pier Ferdinando Casini. Nel 2012 ha festeggiato il centenario con la mostra "L'Italia vista dal Mondo. La stampa estera compie 100 anni" che si è tenuta nello spazio espositivo dell'Ara Pacis a Roma dal 13 settembre al 4 ottobre dello stesso anno. A marzo 2024 la Sede dell'Associazione della Stampa Estera si è trasferita a Palazzo Grazioli, Via del Plebiscito 102, a Roma.
Presidente dell'Associazione dal 22 aprile 2024 è Maarten van Aalderen, corrispondente del quotidiano olandese De Telegraaf.

## Globo d'oro
Dal 1960 l'associazione organizza la premiazione denominata Globo d'oro, in riferimento al premio statunitense Golden Globe, premiare il valore e il merito di registi, attori, attrici e produttori italiani.